# Río Almonte
El río Almonte es un curso de agua del interior de la península ibérica, afluente del Tajo por la izquierda. Discurre por la provincia española de Cáceres, en Extremadura.

## Geografía
El río nace en el paraje conocido como el "Rugidero del Almonte", a los pies de la Villuerca Grande y la Chica, en el pico de las Villuercas de la sierra de Guadalupe, en el término municipal cacereño de Navezuelas y desemboca por la izquierda en el Tajo a la altura del término municipal de Garrovillas.
Sus principales afluentes son: por la margen izquierda, la Garganta de Santa Lucía y los ríos Berzocana, Garciaz, Tozo, Tamuja y Guadiloba; por la margen derecha, recibe solo corrientes de muy poca entidad, como la Garganta de Pizarroso o el arroyo de Talaván.
El río fluye en dirección noroeste trazando un gran arco hasta encontrarse con el Tajo en el que desemboca. Atraviesa básicamente terrenos de pizarras y grauvacas, en la cabecera también abundan cuarcitas. En algunos puntos de su camino se construyeron molinos harineros. Es cruzado por algunos puentes históricos como el puente del Conde de 1460 (entre Aldeacentenera y Retamosa), el puente medieval de Jaraicejo del siglo XII, puentes de Don Francisco del siglo XVI (entre Cáceres, Trujillo y Talaván, en la confluencia con el río Tamuja).
Se trata de un río muy encajonado en la penillanura trujillano-cacereña, de caudal muy irregular que no posee presas reguladoras y por el que existe un movimiento ecologista que lucha buscando la declaración de reserva ambiental hidrológica para su conservación en estado natural. Uno de los puntos más singulares del río se encuentra en la cabecera y recibe el nombre de "Las Apreturas", es la portilla del Almonte.
El río realmente no atraviesa ninguna población, siendo las más próximas Navezuelas, Roturas de Cabañas (la más cercana), Deleitosa, Jaraicejo, Casar de Cáceres y Monroy.
Para salvar su curso, se ha construido un viaducto para la línea de ferrocarril de alta velocidad Madrid-Extremadura.
Aparece descrito en el segundo volumen del Diccionario geográfico-estadístico-histórico de España y sus posesiones de Ultramar de Pascual Madoz con las siguientes palabras:

ALMONTE: r. en la prov. de Cáceres: nace en las sierras de Guadalupe. llamadas las Villuercas, de las que salen tres gargantas; una á la der. del pueblo de Navezuelas, otra entre este y el de Roturas, y la tercera tocando al último; estas gargantas tienen 2 puentecillos en el camino de Retamosa á Roturas, y á corta dist. por bajo de ellos, se reunen y toman el nombre que lleva este r.: asi formado, corre de E. á O., incorporándosele los arroyos de Berzocana, Garciaz, arroyo Mojon, Tozo y Tamuja por la izq., y por la der. varias gargantas sin nombre y el arroyo de Talavan, que nace en las calles de este pueblo, entrando en el Tajo con bastante caudal despues de 15 leg. de curso, en el sitio de Alconetar; aunque vadeable por muchos puntos, son sus márg. sumamente escabrosas, por cuya razon tiene 4 puentes sit., el primero en el camino de Aldeanueva de Centenera á Retamosa, y se llama Puente del Conde, que sirve de lím. á los part. de Logrosan y Trujillo: el segundo en el camino real de Madrid á Badajoz á 1/2 leg. por bajo de Jaraicejo, y 3 1/2 de Trujillo: el tercero en el camino de esta c. á la de Plasencia, junto á la venta de la Barquilla, á 4 leg. de la primera, y el último en el sitio llamado Aijon de Pantoja, en el camino de Talavan á Cáceres, térm. de esta cap., á 2 1/2 leg. de dist.:e este puente se halla 50 pasos por cima de la confluencia de este r. con el Tamuja: abraza ambas corrientes, en términos que son mas propiamente dos, y constan cada uno de un arco y dos ventanas á los costados; se halla sin pretiles, y á pesar de su regular elevacion, se ve cubierto de agua en las grandes crecidas de los r.: se le llama Los puente de D. Francisco, y fue construido en tiempo de Cárlos I á espensas de D. Francisco de Carvajal y Sande, natural de la v. de Cáceres; hasta este puentehay 22 molinos harineros, que toman el nombre de los pueblos ó sitios por donde pasa, á saber: molino de Navezuelas, Roturas, Berzocana, Rincon, Risquillo, Puente del Conde, Higueras, Vaquillas, la Ramira, Acedo, Antellano, Góngora, Naharro, Carrera, Ramirillo, Carrascos, Apaña, Severo, Puente de Jaraicejo, Pilitas, Utrera y Monroy; desde aquel punto al Tajo hay dos aceñas y dos cañamares ó presas de pesca, pertenecientes al Sr. duque de Frias: en las tres primeras leg. produce algunas truchas, despues anguilas y barbos hasta de 10 libras: aunque en el verano se disminuyen notablemente sus aguas, es rarísimo el año que pierde su corriente.
(Madoz, 1845, p. 173)